# Kim Basinger
Kimila Ann "Kim" Basinger, född 8 december 1953 i Athens i Georgia, är en amerikansk skådespelare, sångare och tidigare fotomodell. 
Basinger filmdebuterade i Det hårda landet (1981) och har därefter medverkat i filmer som Never Say Never Again (1983), 9 ½ vecka (1986), Blind Date (1987), Batman (1989), Prêt-à-Porter (1994), L.A. konfidentiellt (1997), 8 Mile (2002), The Door in the Floor (2004), Hotet inifrån (2006) och Fifty Shades Darker (2017).

## Biografi
Kim Basinger föddes 1953 i Athens. Hon är dotter till Donald Wade Basinger och Ann Cordell.
Basinger slog igenom som fotomodell och tjänade 1 000 dollar om dagen redan som 20-åring 1973. Samtidigt studerade hon drama på the Neighborhood Playhouse och uppträdde i Greenwich Village under artistnamnet Chelsea. 1976 flyttade hon till Los Angeles och fick små roller i TV-serier, till exempel i Charlies änglar. Hon fick sitt genombrott i James Bond-filmen Never Say Never Again (1983) och befäste sin storhet som fotografen Vicki Vale i Batman (1989). 
Hon var gift med makeupartisten Ron Snyder-Britton åren 1980–1989 och med skådespelarkollegan Alec Baldwin 1993–2001. I det senare äktenskapet föddes en dotter och Basinger stannade i flera år hemma med barnet. Hon återkom till filmen i rollen som lyxprostituerad i L.A. konfidentiellt 1997 och fick för rollen en Oscar för bästa kvinnliga biroll.

## Filmografi
- 1978 – The Ghost of Flight 401
- 1981 – Det hårda landet
- 1982 – Hett guld
- 1983 – Never Say Never Again
- 1983 – Brudar på hjärnan
- 1985 – Fool For Love
- 1984 – Den bäste
- 1986 – 9 ½ vecka
- 1986 – Utan nåd
- 1987 – Blind Date
- 1987 – Nadine
- 1988 – Min fru är en utomjording
- 1989 – Batman
- 1991 – Blondinen som alltid sa ja
- 1992 – Cool World
- 1992 – Farligt spel
- 1993 – Wayne's World 2
- 1993 – McCoy
- 1994 – Prêt-à-Porter
- 1994 – Getaway - rymmarna
- 1997 – L.A. konfidentiellt
- 2000 – Jag drömde om Afrika
- 2000 – Bless the Child
- 2002 – 8 Mile
- 2002 – People I Know
- 2004 – Final Call
- 2004 – Door in the Floor
- 2004 – Elvis Has Left the Building
- 2006 – Even Money
- 2006 – Hotet inifrån
- 2006 – The Mermaid Chair
- 2008 – The Burning Plain
- 2008 – While She Was Out
- 2008 – The Informers
- 2010 – Charlie St. Cloud
- 2012 – Black November
- 2013 – Grudge Match
- 2013 – Third Person
- 2014 – One Square Mile
- 2014 – I Am Here
- 2016 – The Nice Guys
- 2017 – Fifty Shades Darker